# Biblioteca Central de Tlalpan
Biblioteca Central Delegacional de Tlalpan, es una biblioteca pública ubicada al sur de la Ciudad de México en la calle de Allende No. 418, entre Benito Juárez y Francisco I. Madero, en la Alcaldía Tlalpan. Forma parte de las dieciséis bibliotecas públicas centrales de la CDMX; en Tlalpan la Red de Bibliotecas Públicas de esta alcaldía la conforman 19 Bibliotecas ubicadas en los diferentes Pueblos, Barrios y Colonias.  Se encuentra adscrita a la Dirección General de Derechos Culturales y Educativos, que en coordinación con la Dirección General de Bibliotecas Públicas de la Secretaría de Cultura, cuenta con un acervo de alrededor de 16,000 libros.

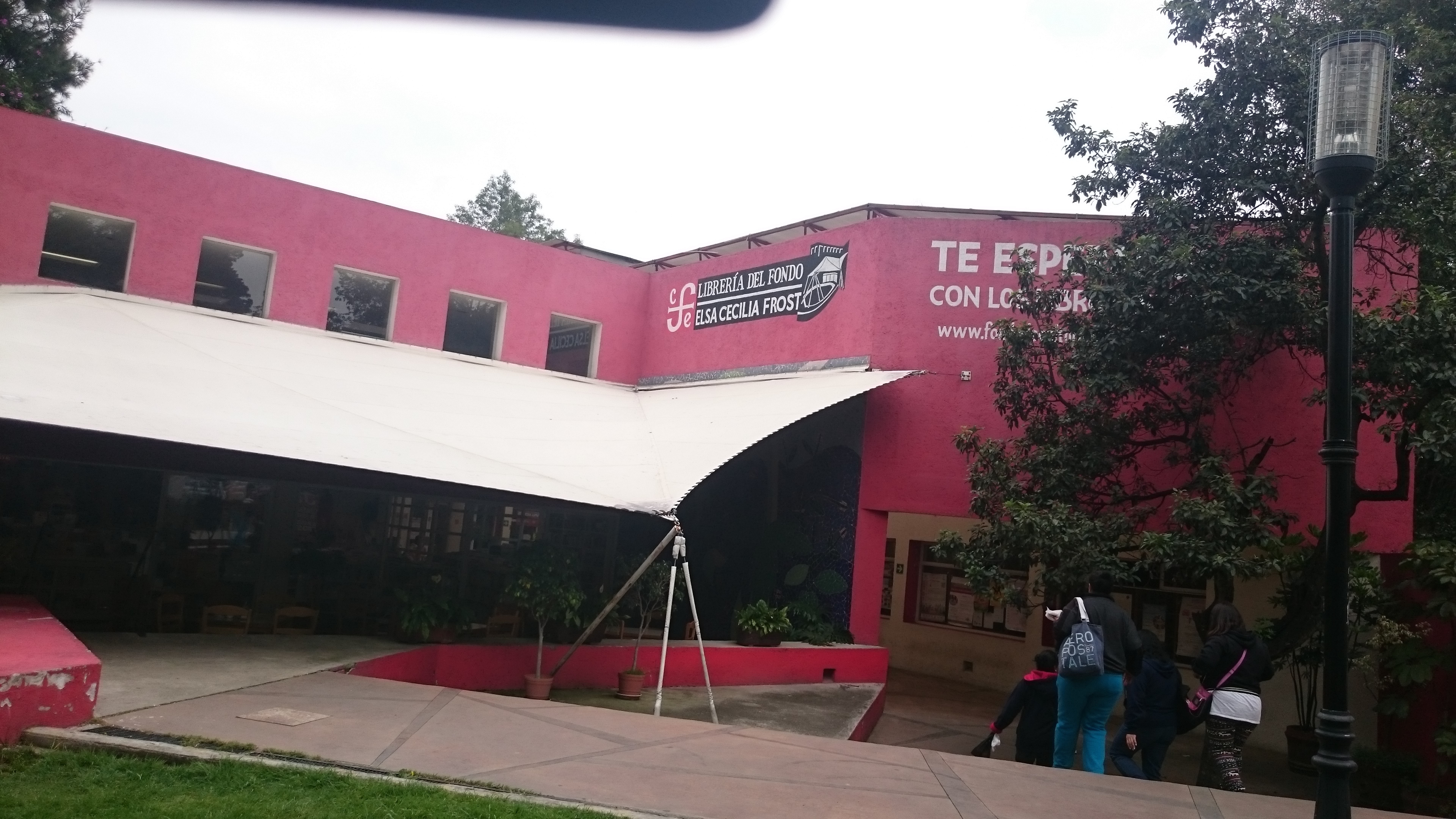
Vista exterior Biblioteca Central

## Historia
De acuerdo con el Mapa bibliotecario y de servicios de Información de la Ciudad de México, la otrora Biblioteca Luis Cabrera (hoy llamada Biblioteca Central Delegacional de Tlalpan) se fundó en 1975. El sitio "Tlalpan historia", menciona que ésta ocupa el edificio que antiguamente era la estación de Tranvía del Barrio de San Fernando. Dicho inmueble operó desde 1865 como terminal de los entonces tranvías de tracción animal (jalados por mulas) y en octubre de 1900 llegó el primer tranvía eléctrico. En un principio la biblioteca compartió el local con la Cafetería La Estación.  A mediados de los años 80's desapareció la ruta del tranvía que llegaba a Tlalpan y posteriormente el edificio funcionó únicamente como oficina delegacional, lo que prevalece hoy en día. "Hasta hace un par de años se conservaba ahí el ultimo tranvía que recorrió dicha ruta pero después de haberse prestado para una exposición nunca regreso a Tlalpan y ahora se encuentra en Museo de Transportes Eléctricos del D.F."

## Descripción
Comparte espacio con el Fondo de Cultura Económica y con el Jardín Juana de Asbaje, frente a la plaza central de Tlalpan. Esta biblioteca es de dos pisos, y contiene una vasta colección de libros, revistas, y libros en braille. La entrada es gratuita y los únicos requisitos son guardar silencio y respetar a los demás.  Además de libros, se dan cursos y clases gratuitas en unos salones que tiene el edificio, e incluso se cuenta con un espacio especial para niños, en donde se encuentran textos infantiles y un área en donde conviven solo los niños, estos pueden compartir sus experiencias literarias. 

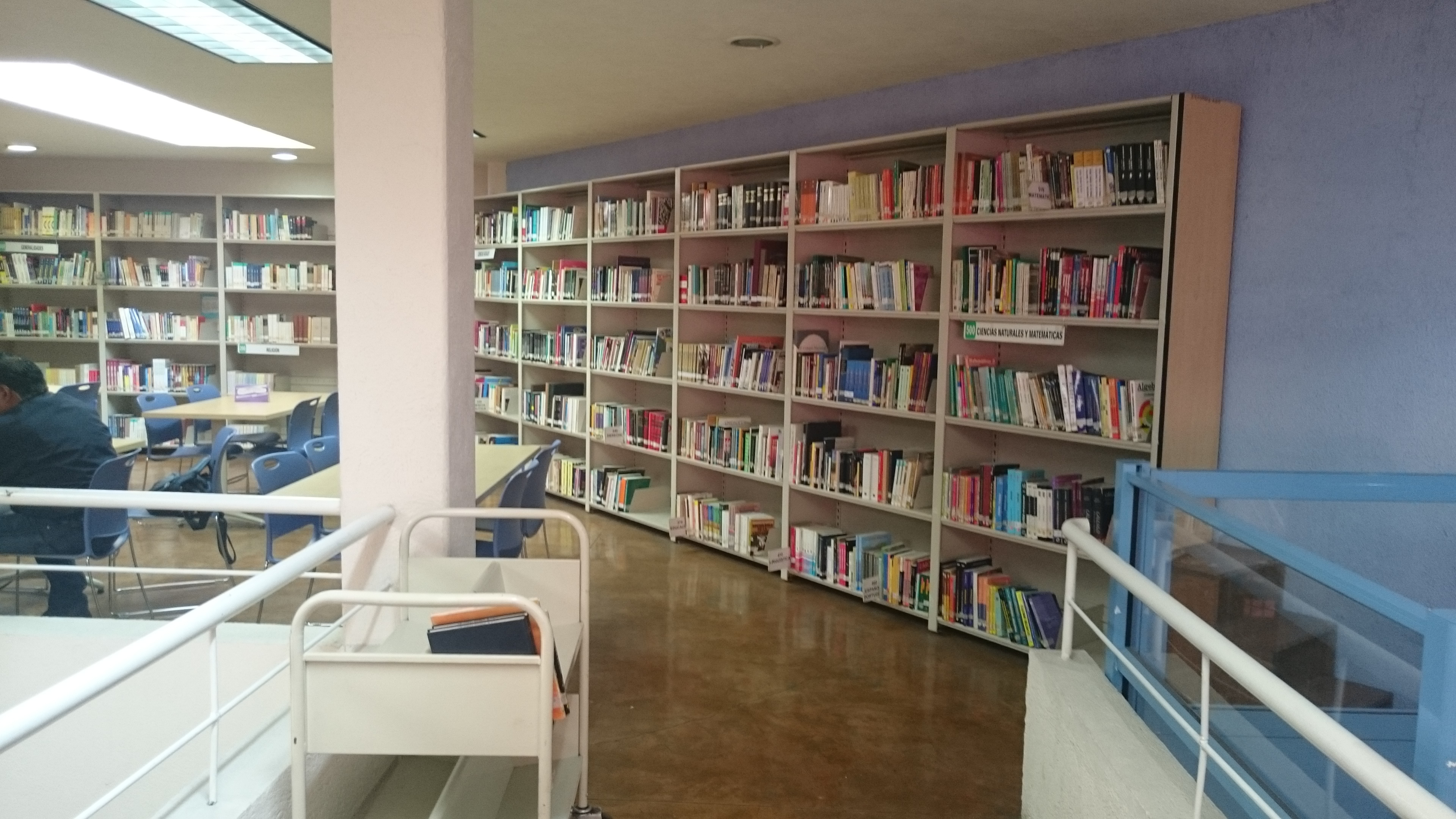
Vasta colección de libros

Dentro de este edificio también se encuentra un Foro de Cultura Económica, en donde se organizan diversos eventos literarios individuales y en conjunto con la Biblioteca Central. En 1975 sus fondos  contabilizaban 8,804 libros de temáticas generales y para todo tipo de público. En esta biblioteca se fomenta la lectura desde una edad temprana, y cuenta con libros para gente invidente, o con disminución visual (colección en Braille), por lo que muchas personas lo usan como centro de aprendizaje o espacio para trabajar.  
Además de la librería y biblioteca, también se encuentra ubicado el Consejo Ciudadano de la Delegación Tlalpan, en donde se pueden hacer denuncias anónimas, evaluar policías, poner alertas de vehículos robados, justicia ambiental, etc. También se ayuda a los residentes de esta delegación, y se les apoya con sus problemas.
Todos estos edificios se encuentran dentro del Jardín Juana de Asbaje, un jardín dedicado a Sor Juana Inés de la Cruz y a su trayectoria como poeta mexicana.

## Servicios[1]
- Consulta abierta del aservo bibliográfico
- Préstamo a domicilio
- Visitas guiadas
- Fomento a la lectura
- Servicios Digitales (acceso a la información mediante equipo de cómputo y/o conectividad)

Horario de servicios:
Lunes a viernes de 8:00 a 20:00 hrs. 
Sábados, domingos y dias festivos de 8:00 a 20:00 hrs 